# El Carrizal, Metztitlán
El Carrizal är en ort i Mexiko.   Den ligger i kommunen Metztitlán och delstaten Hidalgo, i den sydöstra delen av landet, 130 km norr om huvudstaden Mexico City. El Carrizal ligger 1 306 meter över havet och antalet invånare är 410.
Terrängen runt El Carrizal är huvudsakligen kuperad. El Carrizal ligger nere i en dal. Runt El Carrizal är det ganska glesbefolkat, med 30 invånare per kvadratkilometer. Närmaste större samhälle är Zacualtipán, 17,3 km norr om El Carrizal. I omgivningarna runt El Carrizal växer huvudsakligen savannskog.